# Manu Fuic
Manu Fuic (deutsch Wildvogel) ist eine Aldeia in der osttimoresischen Landeshauptstadt Dili. Die Aldeia liegt im Südosten des Sucos Colmera (Verwaltungsamt Vera Cruz). In der Aldeia leben 1512 Menschen (2015).

## Lage und Einrichtungen

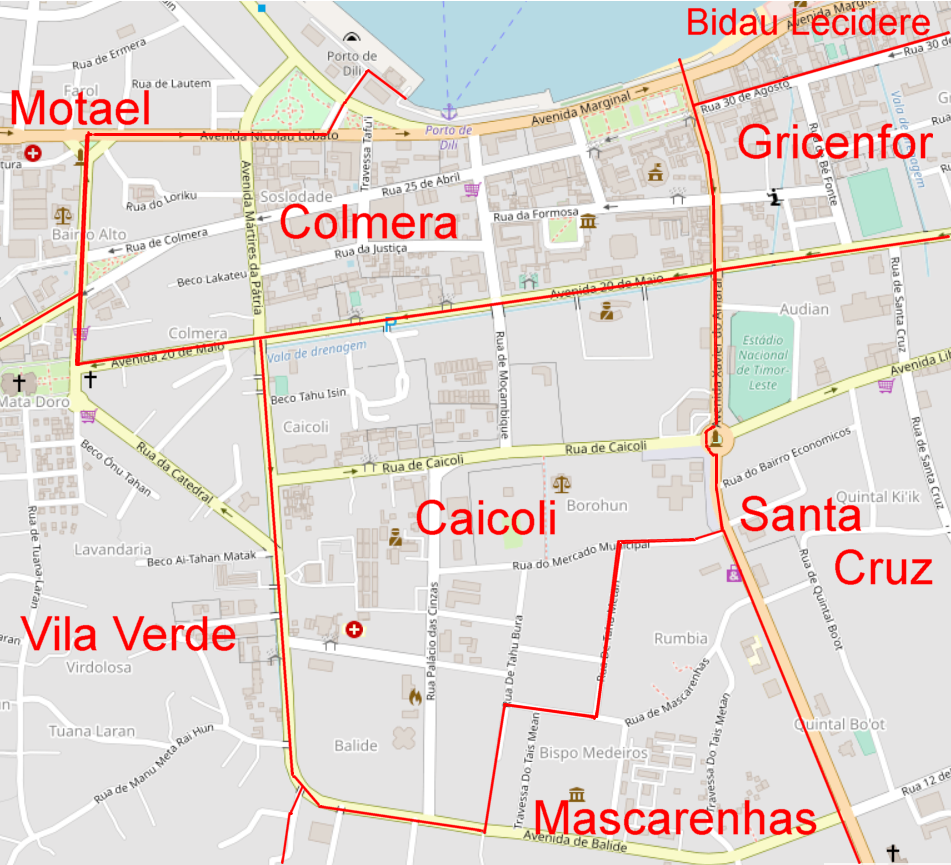
Straßenkarte der Sucos Caicoli und Colmera

Manu Fuic nimmt den großen Teil des Südens von Colmera ein. Hier befinden sich unter anderem die Comissão Nacional de Eleições (CNE), das Justizministerium, das Ministerium für Staatsadministration, das Nationalparlament, der Regierungspalast, Teile der Universidade Nasionál Timór Lorosa'e (UNTL), darunter das Liceu Dr. Francisco Machado, die Gebäude der Sociedade Agrícola Pátria e Trabalho (SAPT) und das Archiv & Museum des timoresischen Widerstands (AMRT).